# Splanchnonema ampullaceum
Splanchnonema ampullaceum är en svampart som tillhör divisionen sporsäcksvampar, och som först beskrevs av Christiaan Hendrik Persoon, och fick sitt nu gällande namn av Robert Alan Shoemaker och P.M.LeClair. Splanchnonema ampullaceum ingår i släktet Splanchnonema, och familjen Pleomassariaceae. Arten är reproducerande i Sverige.